# 比西耶尔-普瓦特维讷
比西耶尔-普瓦特维讷（法語：Bussière-Poitevine，法語發音：[bysjɛʁ pwatvin]）是法国新阿基坦大區上维埃纳省的一个旧市镇，属于贝拉克区。该旧市镇2009年时的人口为841人。

## 人口
比西耶尔-普瓦特维讷人口变化图示
| 数据来源：INSEE |